# Кілікс (кратер)
Кратер Кілікс (англ. Craters Cilix) — метеоритний кратер на Європі, супутнику Юпітера.

## Характеристики
Утворився на місці падіння на поверхню супутника Європа космічного метеорита, якого притягнув у свою орбіту масивний Юпітер. Внаслідок чого сформувався ударний кратер з діаметром 15 кілометрів. Центр кратера знаходиться за координатами 2.6° пд. ш., та 178.1° зх. д.
Вперше про льодовий кратер довідалися в 1985 році, після дослідження поверхні супутника телескопами з Землі. Названий на ім'я персонажа давньогрецької міфології Кіліка (Кілікса); дав.-гр. Κίλιξ, брата Європи.